# Laxmipur Kotwali
Laxmipur Kotwali (nep. लक्ष्मीपुर कोतवाली) – gaun wikas samiti w środkowej części Nepalu w strefie Narajani w dystrykcie Bara. Według nepalskiego spisu powszechnego z 2001 roku liczył on 649 gospodarstw domowych i 4388 mieszkańców (2079 kobiet i 2309 mężczyzn).